# Instituto de Artes da Universidade Estadual Paulista
A Instituto de Artes da Universidade Estadual Paulista (IA-UNESP) é uma instituição pública de ensino superior localizada na cidade de São Paulo. A instituição é uma das unidades da Universidade Estadual Paulista "Júlio de Mesquita Filho" (UNESP).

## História
O Instituto de Artes da UNESP tem suas origens em janeiro de 1947, por iniciativa do maestro João Baptista Julião (1886-1961), quando este criou o Conservatório Paulista de Canto Orfeônico, anexo ao Instituto de Educação Caetano de Campos, em São Paulo (capital). João Baptista Julião já havia fundado o Instituto Musical de Mogi das Cruzes em 1913 e, com outros músicos, o Instituto Musical de São Paulo, em 1927, sendo um dos principais responsáveis pela introdução do canto orfeônico em São Paulo. Somente por meio da Lei Estadual nº 7.815, de 4 de fevereiro de 1963, foi subordinado à Secretaria do Governo do Estado de São Paulo, passando a denominar-se Conservatório Estadual de Canto Orfeônico.

Em 1968, o Conservatório mudou-se para um espaço anexo à atual Pinacoteca do Estado de São Paulo, no Jardim da Luz, passando a ser denominado Conservatório de Educação Musical. Sete anos mais tarde, o Conservatório foi transferido para São Bernardo do Campo e transformado na Faculdade de Música "Maestro Julião", por meio da Lei Estadual nº 236, de 10 de junho de 1974, como autarquia de regime especial,  sede e foro no Município de São Bernardo do Campo. De acordo com Elias Souza dos Santos, Cristiano de Jesus Ferronato e Ane Luise Silva Mecenas, pouco depois a Faculdade passou a integrar, através da Lei Estadual nº 952, de 30 de janeiro de 1976, a recém-criada Universidade Estadual Paulista (UNESP):
"[...] o Conservatório Paulista de Canto Orfeônico foi transformado em Conservatório de Educação Musical no ano de 1968, cujo objetivo era preparar o professorado para o magistério. Em 1974, por força da lei estadual nº 236 e do decreto federal nº 76.143, essa instituição foi transformada em Faculdade de Música ‘Maestro Julião’, subordinada à Coordenadoria do Ensino Superior do Estado de São Paulo (Cesesp) e teve como diretora a professora Hercília Castilho Cardoso. Essa faculdade foi integrada à UNESP em 1976 e passou a funcionar na cidade de São Bernardo do Campo. Sofreu outra mudança no seu nome, por conta do primeiro Estatuto da Unesp (1977), e passou a se denominar Instituto de Arte do Planalto (IAP). Em 1980, o IAP foi transferido para a capital paulista. No início, o instituto ofereceu o Curso de Licenciatura em Educação Artística, com habilitação em música. Outra mudança em seu nome ocorreu em 1989, quando foi publicado o novo Estatuto da Universidade; desta feita, denominou-se Instituto de Artes (IA). Atualmente o IA oferece os cursos de graduação em artes plásticas, educação artística e música, de pós-graduação e de extensão universitária."
Em 1993, dada a expansão das atividades do Instituto, foi alugado outro imóvel para abrigar a Divisão Administrativa. Foram também alugados imóveis para a Moradia Estudantil. Em 1994, para instalar os ateliês e oficinas do curso de Bacharelado em Artes Plásticas, foi alugado um outro imóvel. Posteriormente, em 1998, a Divisão Administrativa retornou à sede. Em 2009, o Instituto de Artes da Universidade Estadual Paulista mudou-se para o bairro da Barra Funda.

## Cursos oferecidos

### Cursos de Graduação
- Artes Cênicas (bacharelado)
- Artes Visuais (licenciatura e bacharelado)
- Arte-Teatro (licenciatura)
- Música
  - Composição ou Composição Eletroacústica (bacharelado)
  - Regência Coral ou Regência Orquestral (bacharelado)
  - Música (licenciatura)
  - Canto (bacharelado)
  - Instrumento - Violino, Viola, Violoncelo, Contrabaixo, Flauta, Oboé, Clarineta, Violão, Percussão, Piano e Órgão Tubular - (bacharelado)

### Programas de Pós-Graduação
Pós-Graduação em Artes
Pós-Graduação em Música
Pós-Graduação Profissional em Artes (PROFARTES)